# Hypholoma
Genre
Hypholoma (les hypholomes) est un genre de champignons basidiomycètes de la famille des strophariacées.
Leur nom est tiré du grec ûphos, "filament" et loma, "bord", en référence à la marge parfois frangée de leur cortine.

## Caractéristiques
Les hypholomes présentent un chapeau ogival à l'état jeune, devenant galériculé en vieillissant. Ils ont des lames reliées par voile filaire qui relie le chapeau au pied quand ils sont jeunes.[précision nécessaire]

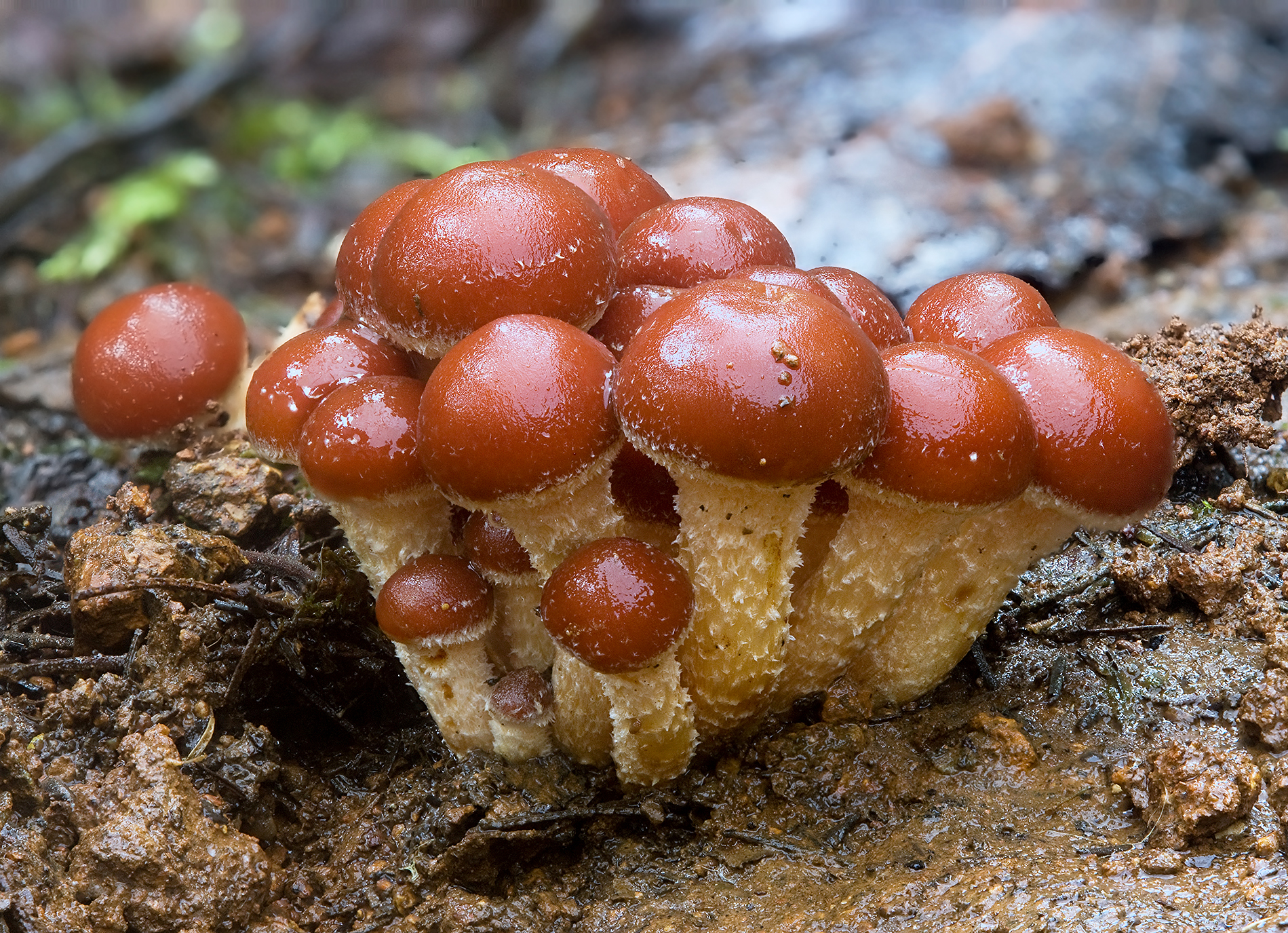
Hypholome en Tasmanie, individus cespiteux

Ils sont généralement grégaires.

## Liste des espèces
Le genre comprend une vingtaine d'espèces assez proches, dont :
- Hypholoma acutum (Cooke) E. Horak 1971
- Hypholoma capnoides (Fr.) P. Kumm. 1971
- Hypholoma dispersum (Fr.) Quel. 1872
- Hypholoma elongatipes (Peck) A.H. Sm. 1941
- Hypholoma elongatum (Pers.) Ricken 1915
- Hypholoma epixanthum (Fr.) Quel. 1872
- Hypholoma ericaeoides P.D. Orton 1960
- Hypholoma ericaeum (Pers.) Kuhner 1936
- Hypholoma fasciculare (Huds.) P. Kumm. 1871 - espèce type
- Hypholoma laeticolor (F.H. Muller) P.D. Orton 1960
- Hypholoma lapponicum (Fr.) M.M. Moser 1967
- Hypholoma lateritium (Schaeff.) P. Kumm. 1871 (syn. de Hypholoma sublateritium) - espèce très commune
- Hypholoma marginatum (Pers.) J. Schroet. 1889
- Hypholoma myosotis (Fr.) M. Lange 1955
- Hypholoma polytrichi (Fr.) Ricken 1912
- Hypholoma radicosum J.E. Lange 1923
- Hypholoma subericaeum (Fr.) Kuhner 1936
- Hypholoma sublateritium (Fr.) Quélet 1873
- Hypholoma udum (Pers.) Kuhner 1936
- Hypholoma xanthocephalum P.D. Orton 1984

## Sources
- (en) Index Fungorum : Hypholoma  (+ liste espèces) (+ MycoBank)
- Société Mycologique du Sedanais (étymologie des noms de genres)

## Galerie

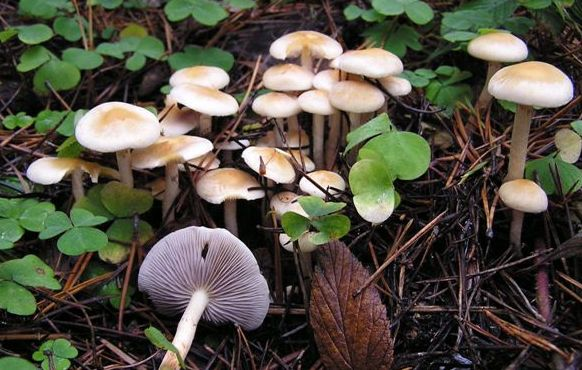
Hypholoma capnoides
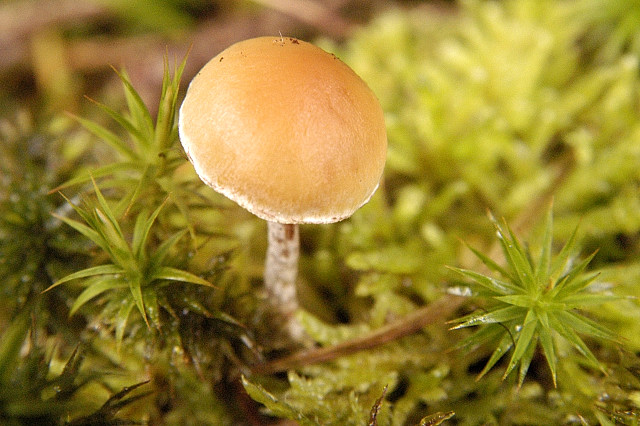
Hypholoma elongatum
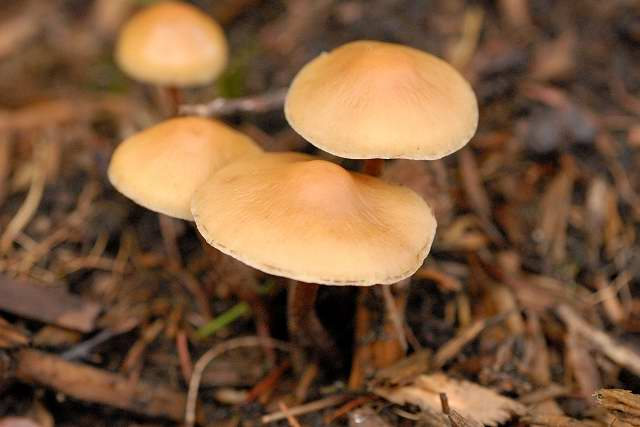
Hypholoma ericaeoides
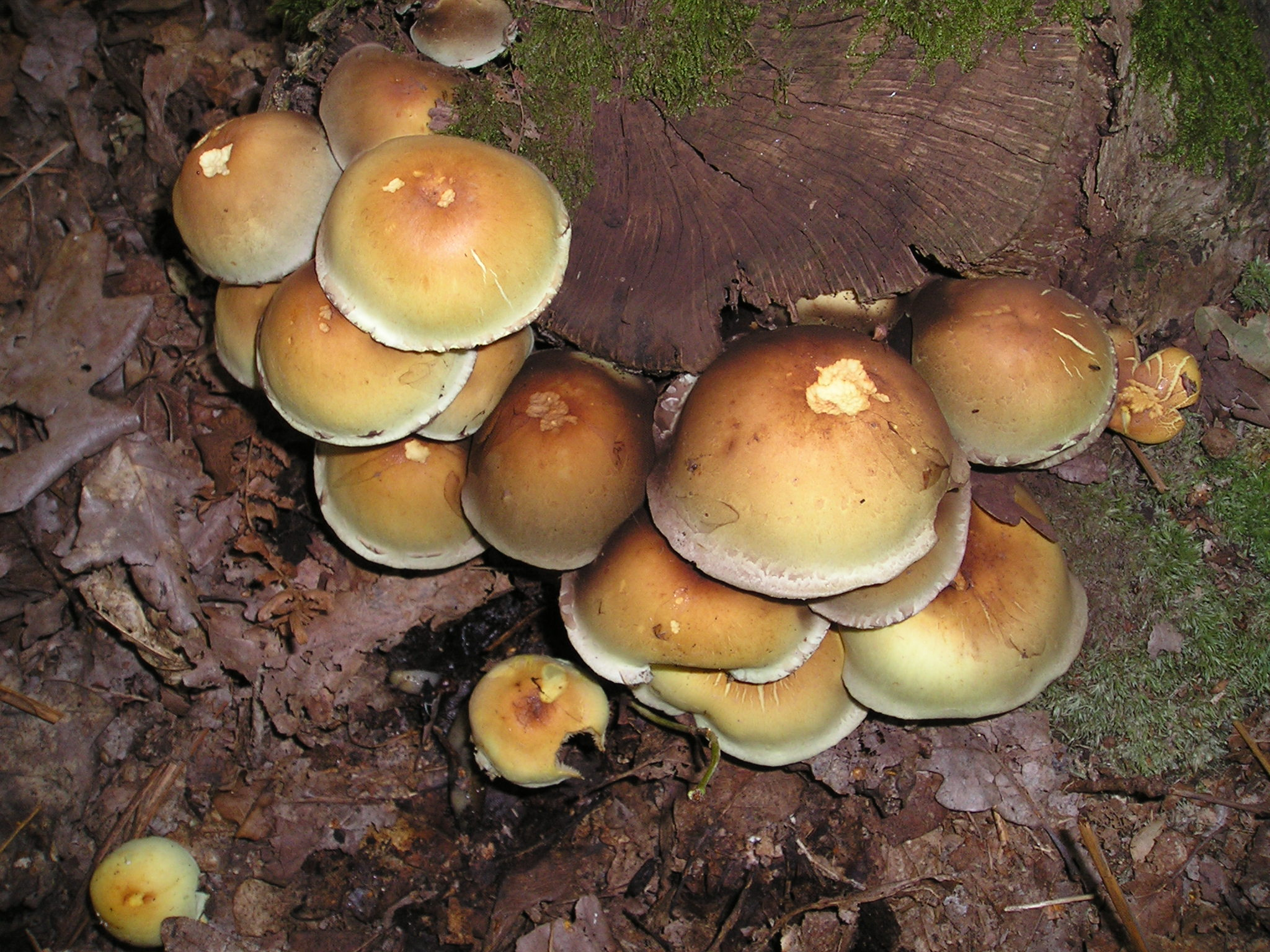
Hypholoma fasciculare
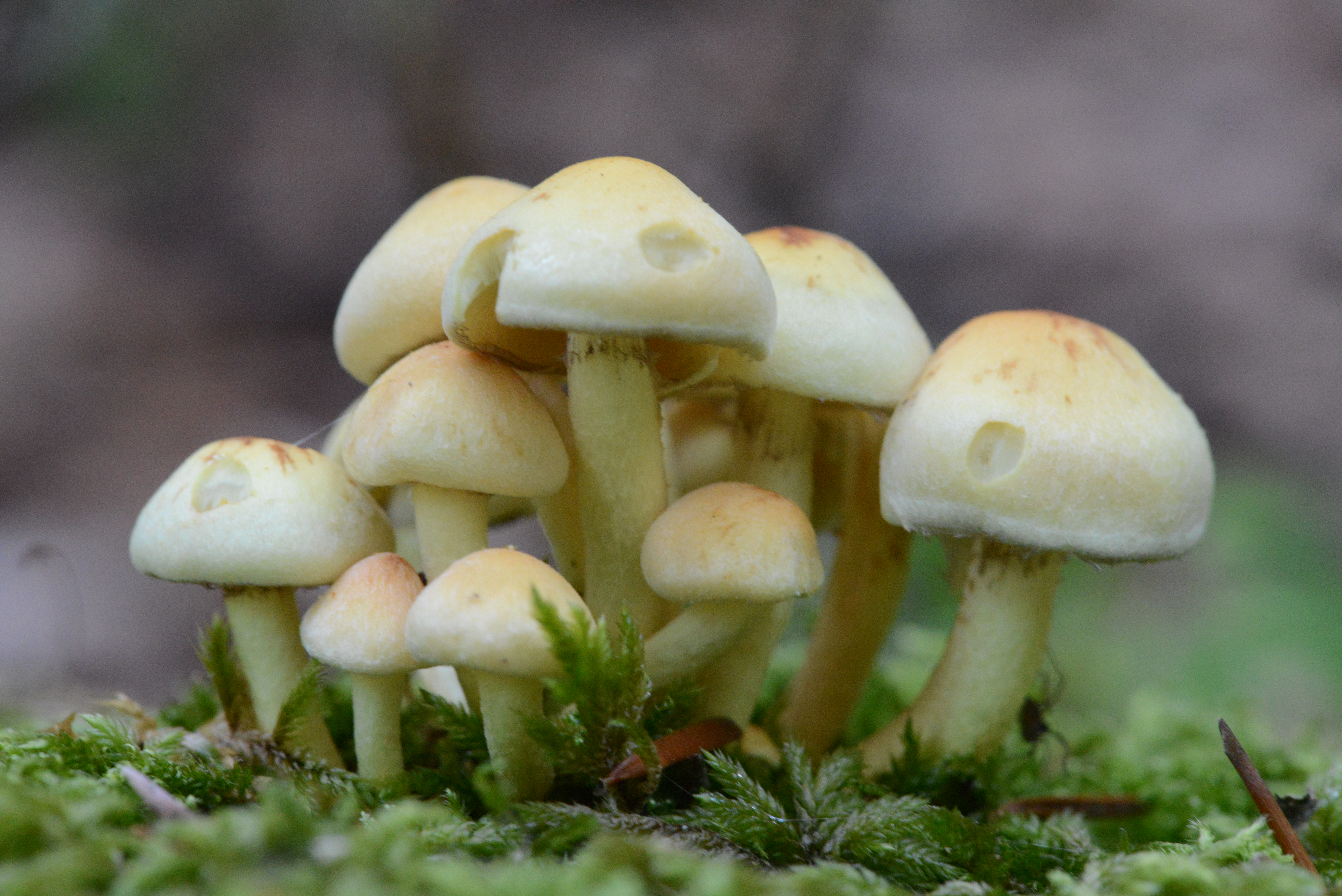
Hypholoma fasciculare
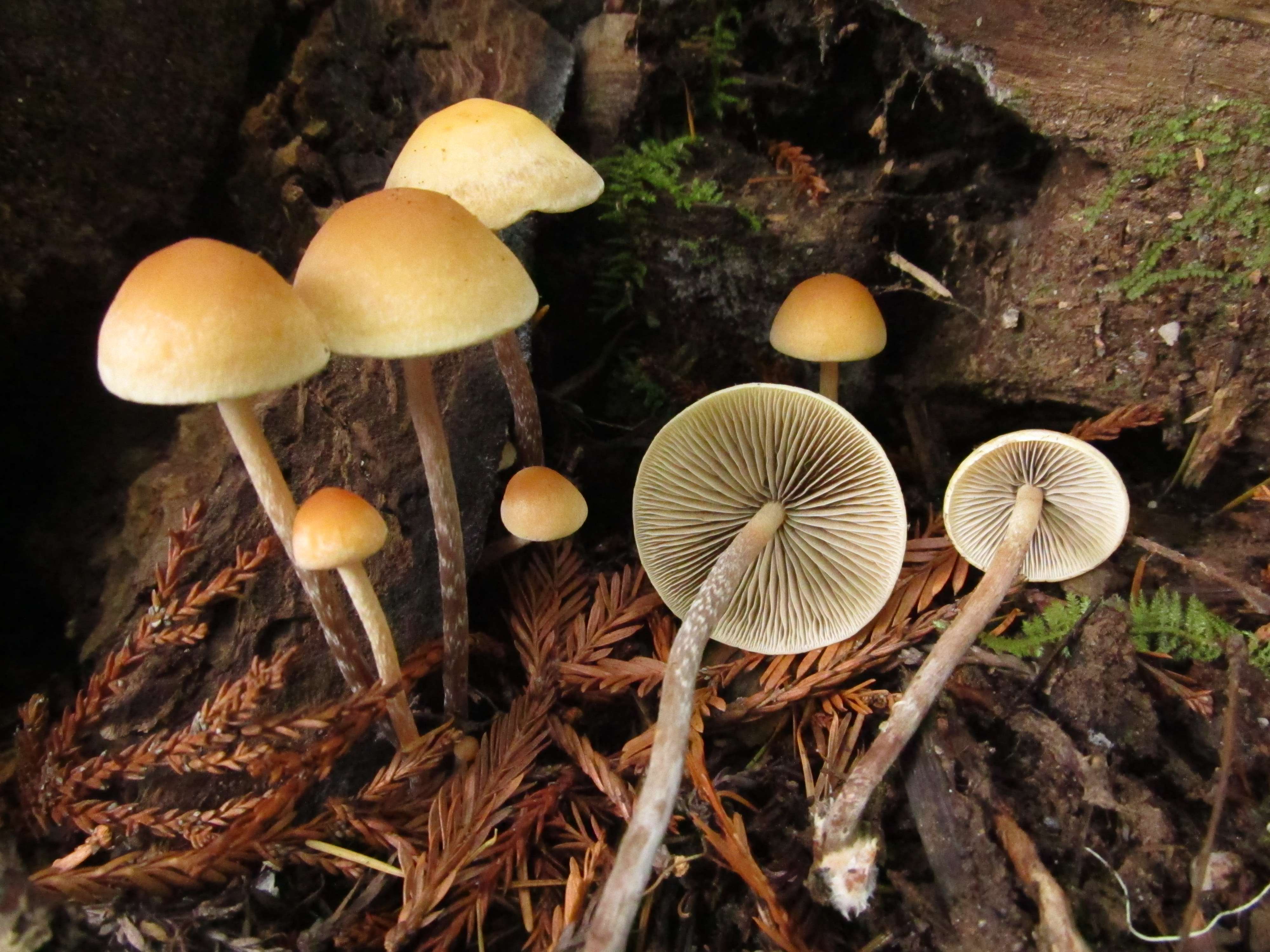
Hypholoma marginatum
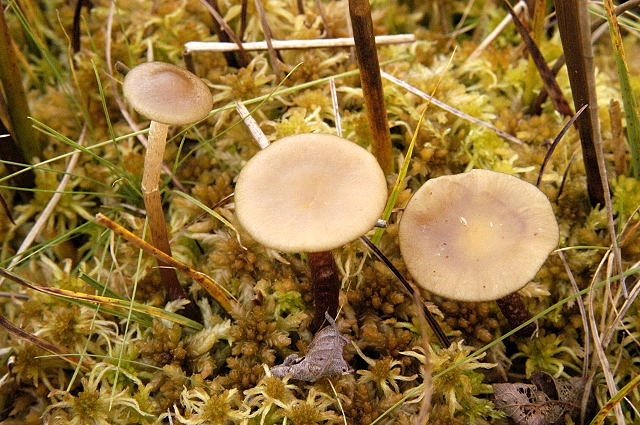
Hypholoma myosotis
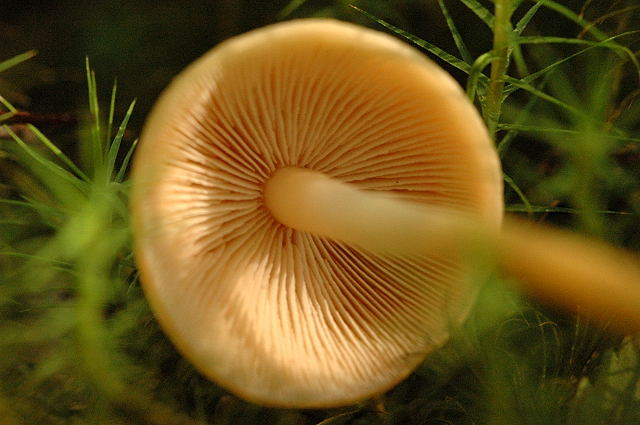
Hypholoma polytrichi
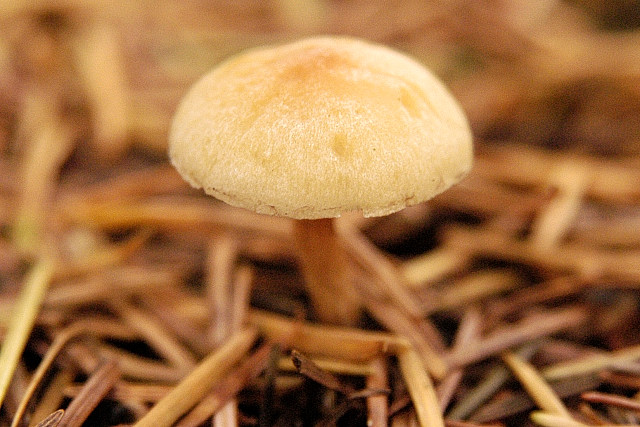
Hypholoma radicosum
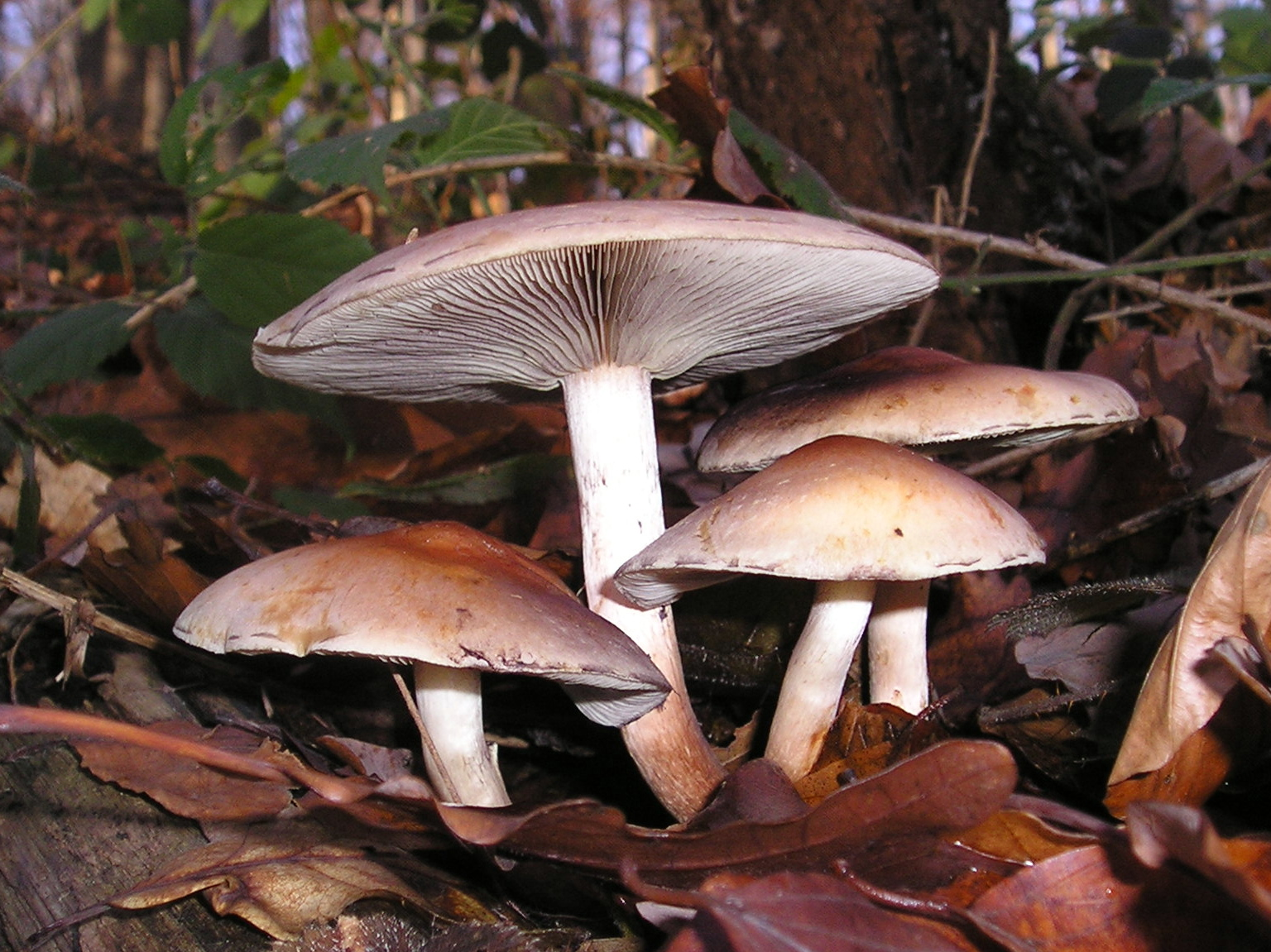
Hypholoma sublateritium
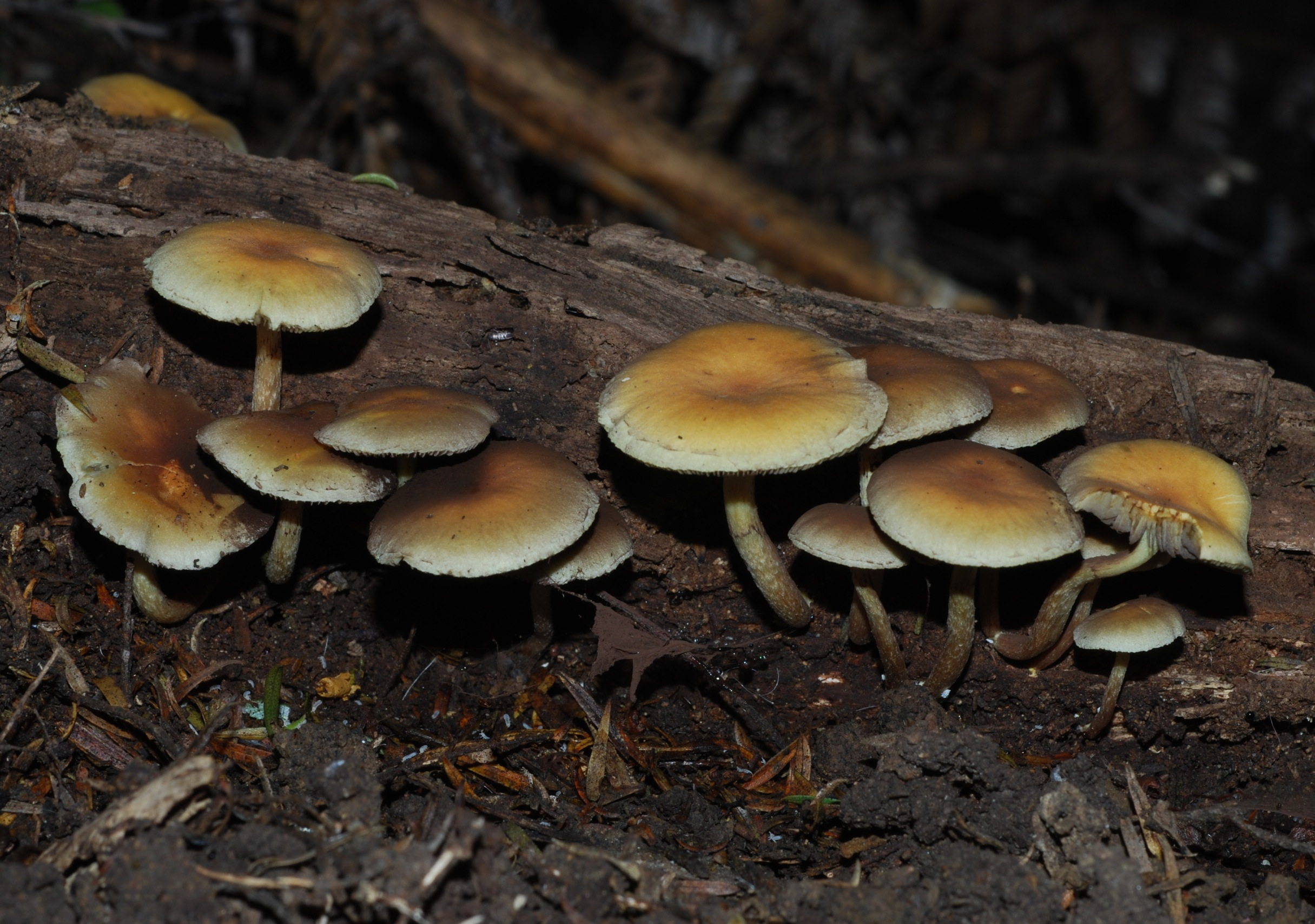
Hypholoma subviride
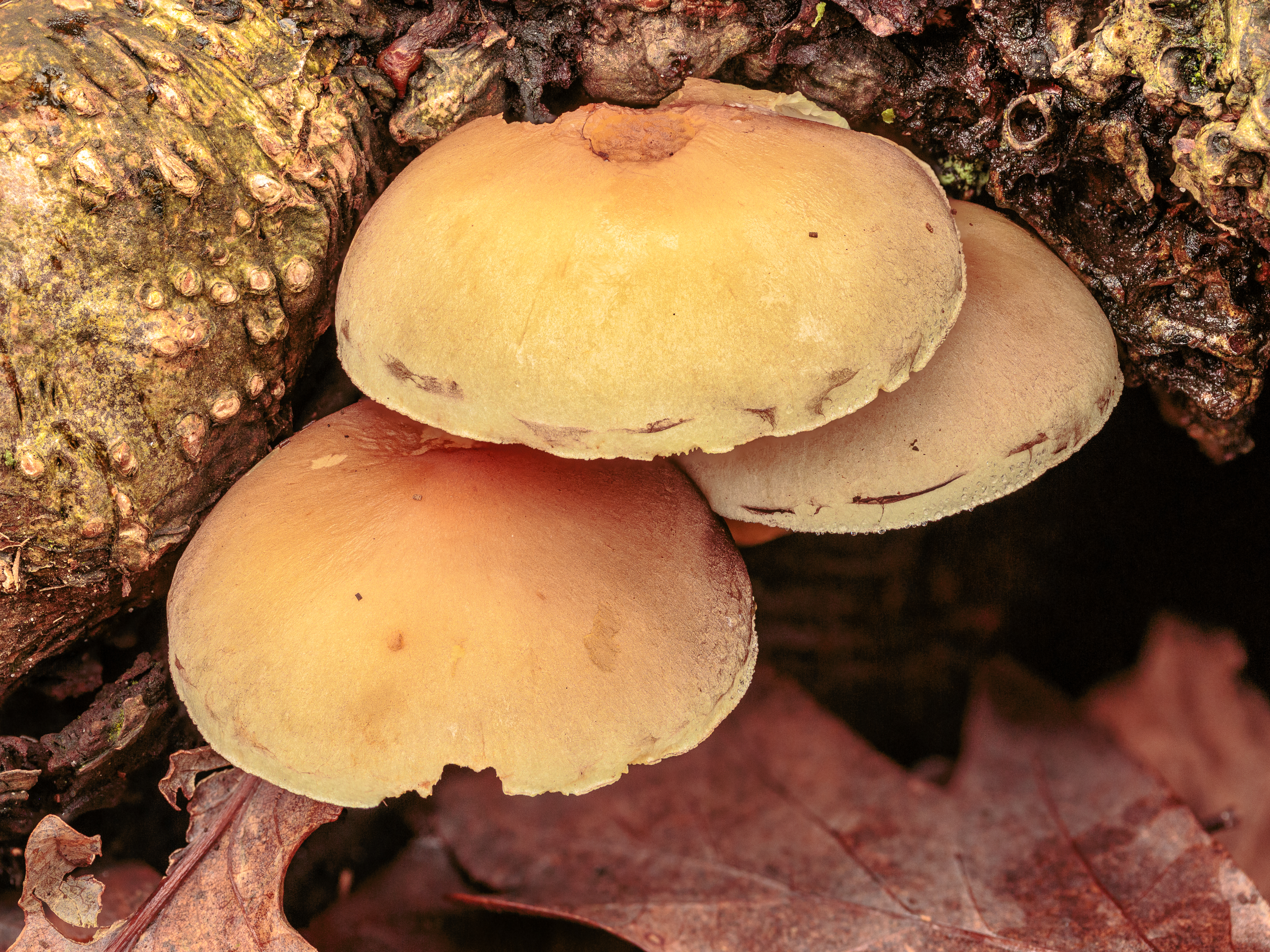
A Hypholoma dans un trou profond dans l'entrejambe du tronc d'un  Aulne (« Alnus »).